# Vincent Montméat
Vincent Montméat, né le 1er septembre 1977 à Pau (Pyrénées-Atlantiques), est un ancien joueur professionnel français de volley-ball né le 1er septembre 1977 à Pau (Pyrénées-Atlantiques). Il mesure 1,96 m et jouait central. Il totalise 170 sélections en équipe de France.

## Clubs
| Club              | Pays   | De        | À         |
| ----------------- | ------ | --------- | --------- |
| Paris SG-Asnières | France | 1996-1997 | 1997-1998 |
| JSA Bordeaux      | France | 1998-1999 | 2000-2001 |
| Stade Poitevin    | France | 2001-2002 | 2004-2005 |
| Tourcoing LM      | France | 2005-2006 | 2006-2007 |
| Tours Volley-Ball | France | 2007-2008 | 2008-2009 |
| JSA Bordeaux      | France | 2009-2010 | 2011-2012 |

## Palmarès
- Ligue mondiale
  - Finaliste : 2006
- Jeux Olympiques
  - 9ieme: Athènes (2004)
- Championnat d'Europe
  - Finaliste : 2003
- Championnat du Monde
  - Médaille de Bronze: 2002

- Coupe de France (2)
  - Vainqueur : 2002, 2009
  - Finaliste : 2003, 2007

## Palmarès Individuel
- Ligue Mondiale 2006:
  - Meilleur contreur
- Coupe de France 2002:
  - Meilleur Joueur